# Jurji Zaydan
Jurji Zaydan (em árabe: جرجي زيدان, também Jorge Zaydân, Georgie Zeidan, or Jirjî Zaydan)(Beirute, 14 de dezembro de 1861 - Cairo, 21 de julho de 1914) foi um prolífico romancista, jornalista, editor e professor libanês, mais conhecido pela criação da revista Al-Hilal, na qual publicou de forma serializada seus 23 romances históricos .
Seu principal objetivo, como escritor e intelectual durante o Nahda, era fazer com que a população árabe comum conhecesse sua própria história através do intermédio divertido do romance. Ele desfrutou de grande popularidade. Zaydan é considerado um dos primeiros pensadores a ajudar a formular a teoria do nacionalismo árabe.

## Biografia
Zaydan nasceu em 14 de dezembro de 1861 em Beirute, em uma família cristã ortodoxa de recursos limitados. Seu pai era dono de um restaurante e, sendo analfabeto e sem instrução, dava pouca importância à educação. Zaydan abandonou a escola depois de concluir o ensino fundamental para ajudar seu pai a administrar o negócio da família.
No entanto, ele manteve o desejo de educar-se participando de aulas noturnas ministradas em inglês até que, em 1881, aos 20 anos, foi admitido no Universidade Americana de Beirute da Síria como estudante de medicina. Ele desenvolveu interesse nos conceitos de individualismo, como a economia do laissez-faire, na crença maçônica em uma iluminação universal e no darwinismo social. Ele foi particularmente influenciado pelo livro de Samuel Smiles, Self-Help (publicado em 1859), por causa da ênfase em uma história da miséria à riqueza baseada no trabalho duro e na perseverança.
Zaydan frequentou a universidade na mesma época que Ya'qub Sarrouf (1852-1927), quem primeiro traduziu Self-Help para o árabe e mais tarde fundou a revista Al-Muqtataf (1876), com quem compartilhou ideais de modernização do mundo árabe e ênfase no sucesso individual através do trabalho duro.
Cornelius Van Dyck, professor americano de patologia na Universidade Americana de Beirute, conhecido por sua tradução da Bíblia para o árabe em 1847, influenciou a visão de mundo de Zaydan, levando-o a adotar a concepção de que a educação era o fator mais importante para o progresso e desenvolvimento de um povo.
Em 1882, o professor E. Lewis foi demitido da Universidade Americana de Beirute por elogiar ligeiramente Charles Darwin em um discurso que fez aos alunos. Como o conceito de darwinismo era altamente controverso no protestantismo, ele foi proibido de ser incluído em qualquer currículo. A demissão levou a protestos em massa entre os estudantes, muitos dos quais deixaram a Universidade ou foram expulsos dela por se rebelarem.
Após um curto período na Faculdade de Medicina de 'Ain Shams' e uma expedição militar com o exército britânico ao Sudão, Zaydan voltou seu foco para o desenvolvimento de sua carreira de escritor.

## Carreira
Zaydan publicou seu primeiro livro em 1889 com o título de Ta'rikh al-Masuniya al-Amm. Nele ele pretendia corrigir equívocos sobre os membros da maçonaria, sendo que ele era membro da loja "Le Liban".
Ele ensinou árabe e abriu uma editora chamada Dar al-Hilal. Sua vida profissional e pessoal mudou em 1891, com seu casamento com Maryam Matar e a publicação de seu primeiro romance histórico, al-Mamluk al-Shariid. O romance teve um sucesso tão grande que ele deixou seu emprego como professor. Zaydann produziu aproximadamente um romance por ano até sua morte em 1914.
Em 1892, ele começou a publicação de seu projeto mais influente, a revista Al-Hilal. Originalmente ela continha cinco seções: uma história dos homens e eventos mais famosos; artigos dele ou de outros escritores; serialização de seus romances históricos; eventos mensais e notícias do mundo do Egito e da Síria; e elogios e críticas sobre a literatura, principalmente contemporânea.
Seu principal objetivo permaneceu o mesmo ao longo da publicação de Al-Hilal e de seus romances históricos: proporcionar ao povo árabe comum um senso preciso de sua própria história de uma maneira acessível e divertida. A precisão histórica, portanto, teve forte precedência sobre o desenvolvimento de tramas e personagens em cada um de seus romances. Zaydan costumava criticar escritores ocidentais que torciam fatos históricos para se ajustarem à sua literatura, alegando que tais liberdades enganavam o público em geral.

## Romance histórico
Zaydan começava cada um de seus romances escolhendo um tópico histórico. Embora seus romances não seguissem uma linha do tempo lógica, todos estavam centrados em algum aspecto da história islâmica. Em seguida, ele lia todas as fontes disponíveis sobre o tópico, a fim de obter o entendimento mais completo possível. Então, ele construía um esboço-esqueleto baseado inteiramente em fatos históricos. Finalmente, ele imaginava os personagens e um enredo romântico através do qual contaria a história.
A precisão com a qual abordou cada um de seus romances é demonstrada pela frequente inclusão de fontes documentais, notas de rodapé e capítulos introdutórios, que fornecem o contexto histórico, cultural e geográfico ao evento histórico de sua escolha. O tom de entretenimento dos livros fica por conta de uma história de amor entre personagens fictícios e algum tipo de mistério para manter o interesse do leitor. As tramas de seus livros geralmente eram fracas, baseadas principalmente em coincidências convenientes entre os personagens para conduzir a história de amor e de mistério, com quase todos os seus romances terminando em um final feliz.
Zaydan teve como objetivo desenvolver a "filosofia da linguagem", que se preocupa em informar, educar e esclarecer. Ele criticou o tipo de escrita acessível apenas a um pequeno grupo de pessoas, especialmente a língua esotérica empregada nos estudos religiosos. Devido à taxa de alfabetização de 10% entre os homens e 0,05% entre as mulheres da época, essa linguagem rebuscada era praticamente inacessível ao público em geral.

## Impacto
A visão secular de Zaydan sobre a história foi particularmente controversa em Tarikh al-Tamaddun al-Islam (1901–1906), na qual ele oferece uma leitura secular crítica da história islâmica em pelo menos cinco volumes. A experiência o amargurou até sua morte inesperada em 1914.
Deixando para trás um legado que inclui 23 romances publicados, numerosos trabalhos acadêmicos e uma revista que circulou na Pérsia, Índia, Japão, África Ocidental, Zanzibar, Austrália, Nova Zelândia, Índias Ocidentais e América do Norte e do Sul, ele foi um dos escritores árabes mais prolíficos e renomados da época. Seu impacto deixou uma impressão duradoura na população árabe em geral, assim como em gigantes literários como Taha Hussein, Naguib Mahfouz e a poetisa Fadwa Tuqan.

## Principais obras

### História
- 1889: Tarikh al-Masuniya al-'Amm
- 1890: Tarikh al-'Amm
- 1899: Tarikh al-Yunan wa al-Ruman
- 1901–1906: Tarikh al-Tamaddun al-Islami 5 vols.
- 1907: al-'Arab qabl al-Islam
- 1907: al-Rih'lat al thlath
- 1910–1913: Tarikh Adab al-luga al-'Arabia 4 vols.
- 1912: Ṭabaqāt al-umam aw Al-salāʼil al-basharīyah

### Autobiografia
- 1966: Mudakkirat Gurgi Zaidan

### Revista
- 1892-1914: al-Hilal, vol. I-XXII

### Romances
- 1891: al-Mamluk al-Sariid
- 1892: Asir al-Mutamahdi
- 1893: Istibdad al-Mamalik
- 1893: Jihad al-Muhibbin
- 1896: Armansura al-Misriyya
- 1897/98: Fatat Ghassan
- 1899: 'Adra Quraish
- 1900: 17 Ramadã
- 1901: Ghadat Karbala
- 1902: al-Hajjaj ibn Yusuf
- 1903: Fath al-Andalus
- 1904: Sharl wa 'Abd al-Rahman
- 1905: Abu Muslim al-Khurasani
- 1906: al-'Abbasa ukht al-Rashid
- 1907: al-Amin wa al-Ma'mun
- 1908: 'Arus Farghana
- 1909: Ahmad ibn Tulun
- 1910: «Abd al-Rahman al-Nasir
- 1911: al-Inqilab al-'Uthmani
- 1912: Fatat al-Qairawan
- 1913: Salah al-Din al-Ayyubi
- 1914: Shajarat al-Durr